# História do Cristianismo na Escócia
A história do cristianismo na Escócia inclui todos os aspectos do cristianismo na região que agora é a Escócia desde sua introdução até os dias atuais. O cristianismo foi introduzido no que hoje é o sul da Escócia durante a ocupação romana da Grã-Bretanha. Foi disseminado principalmente por missionários da Irlanda a partir do século V e está associado com St Ninian, St Kentigern e St Columba. O cristianismo que se desenvolveu na Irlanda e na Escócia difere do liderado por Roma.